# Главкова, Ленка
Ленка Главкова (урождённая Мрачкова; 17 августа 1974, Лоуни, Чехословакия — 21 декабря 2023, Прага, Чехия) — чешский музыковед. С 2012 по 2015 возглавляла Институт музыковедения при философском факультете Карлова университета, а затем снова с 2021 года. Была смертельна ранена на своём рабочем месте при массовом расстреле.

## Образование
Изучала музыковедение на философском факультете Карлова университета в Праге. В 1998 году она получила степень магистра, а в 2004 году — степень кандидата наук. Во время учёбы проходила стажировки за границей, например, в Берлинском университете имени Гумбольдта        (1999–2000).

## Карьера
Работала на философском факультете Карлова университета, где с 2012 по 2015 была директором Института музыковедения, затем заместителем директора и с декабря 2021 года снова директором вплоть до своей смерти. С 2019 года являлась членом Европейской академии наук и искусств. В Институте музыковедения она работала доцентом в области истории музыки 15-16 веков и музыкальной палеографии. Коллеги описывали её как «упорного педагога, который сплотил коллектив».

## Смерть
Погибла при стрельбе на философском факультете Карлова университета вместе с остальными 13 жертвами. На момент смерти женщине было 49 лет.